# Чернышёв, Николай Михайлович
Николай Михайлович Чернышёв (21 марта [2 апреля] 1885, Никольское, Тамбовская губерния — 14 сентября 1973, Москва) — русский и советский художник и искусствовед, участник группы «Маковец», народный художник РСФСР (1970).

## Биография
Ученик Валентина Серова. В 1915 году прославился иллюстрациями к «Мифологической азбуке». В составе «Маковца» в 1920-е годы увлёкся монументальной живописью. Много изучал древнерусскую фреску. Автор исследований «Техника стенных росписей» (1930), «Искусство фрески в Древней Руси» (1954).
Преподавал во ВХУТЕМАСе, ВХУТЕИНе, в ленинградском Институте пролетарского изобразительного искусства. В мастерской Чернышёва в МГХИ имени В. И. Сурикова училась художник-иллюстратор Ника Гольц. В 1949 году во время «борьбы с космполитизмом» уволен среди других преподавателей МГХИ.
В 1950-е годы много занимался мозаикой и способствовал пробуждению интереса к ней в СССР.

## Память
В 2005 году к 120-летию со дня рождения Чернышёва в Государственной Третьяковской галерее была устроена специальная выставка.

## Сочинения
- Техника фрески и техника сграффито / Эрнст Бергер, Н. М. Чернышёв. — Художеств. издат. акц. общ. АХР, 1930. 189 с.
- Чернышёв Н. М. Искусство фрески в Древней Руси: Материалы к изучению древнерусских фресок / Художник С. И. Колемаскин. — М.: Искусство, 1954. — 104, [64] с. — 10 000 экз. (в пер.)